# Dzionie rakowskie

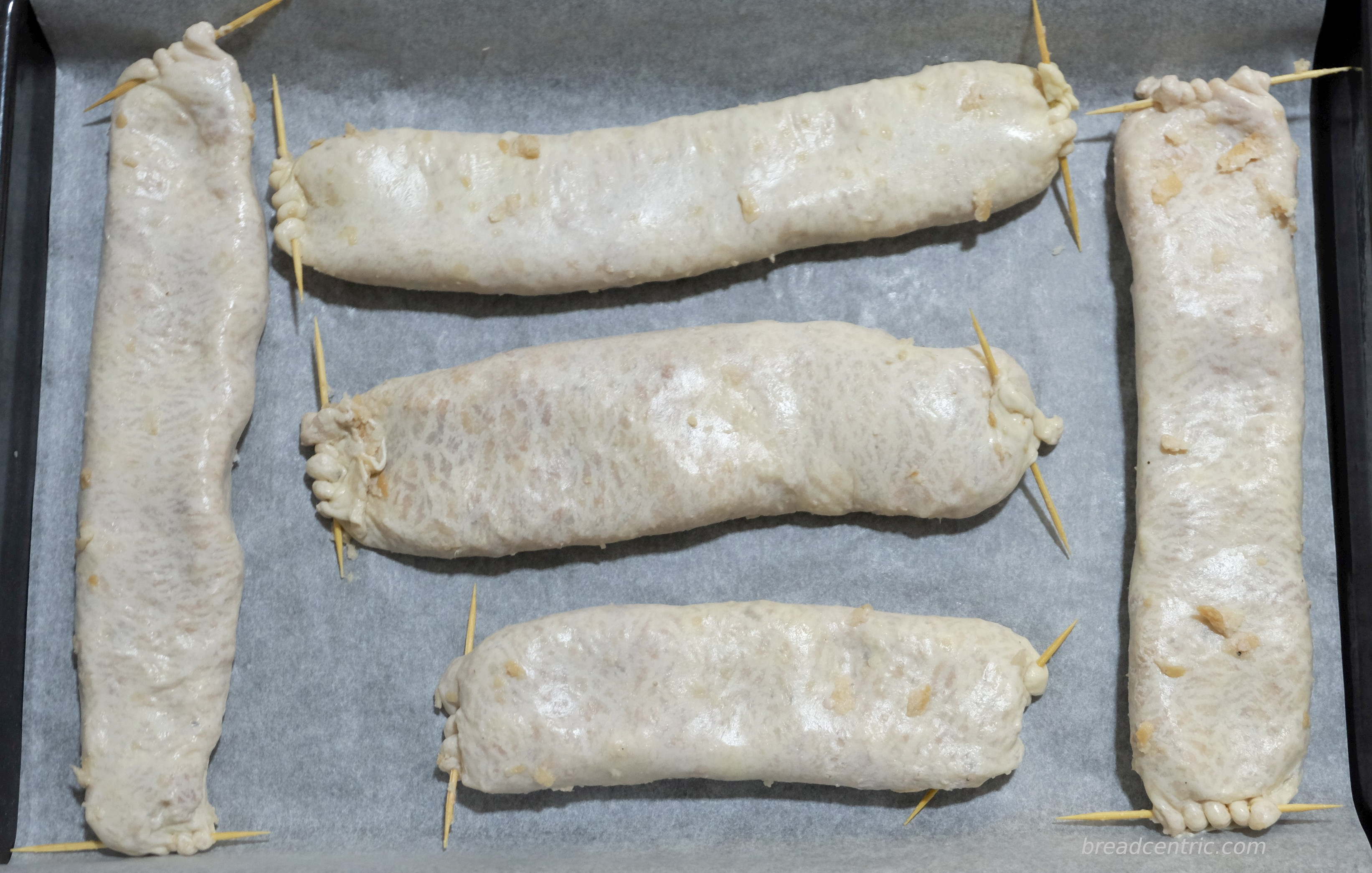
Pięć kiszek dzionia ułożonych na papierze do pieczenia

Dzionie rakowskie – tradycyjne danie mięsne przyrządzane w okolicach Rakowa w województwie świętokrzyskim. Od 15 lutego 2007 wpisane na polską listę produktów tradycyjnych. Początkowo był to specjał wielkanocny, a z czasem także bożonarodzeniowy.

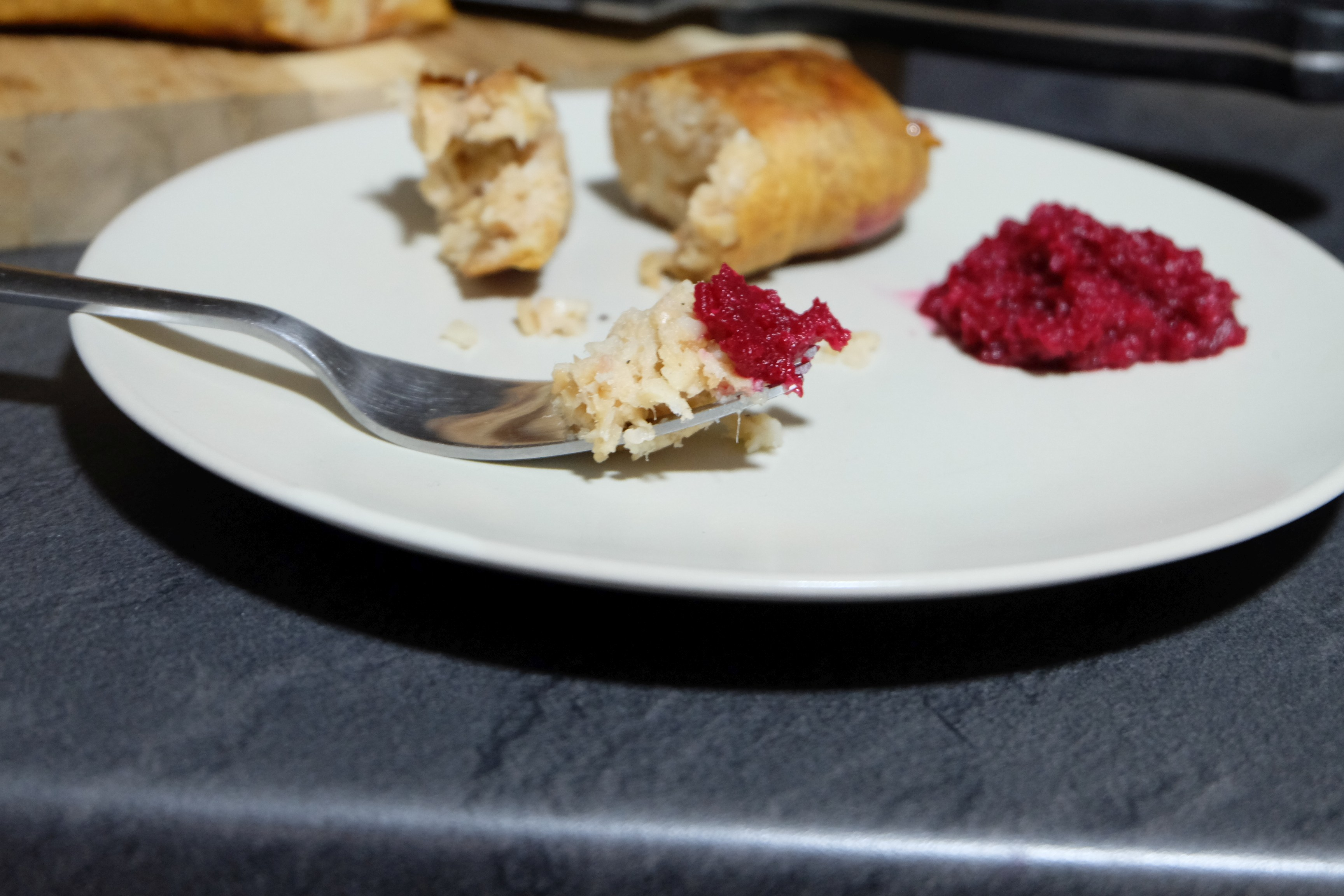
Porcja dzionia z ćwikłą z buraków i chrzanu

Danie jest odmianą złotobrunatnej, podłużnej, w przekroju owalnej kaszanki (długość zwykle 25–40 cm, grubość 32–36 mm). Upieczona w naturalnym jelicie wieprzowym lub wołowym, przypomina wyglądem kiszkę pasztetową. Podstawowym mięsnym składnikiem jest podgardle wieprzowe, a także smalec, mąka i jajka. Oba końce spięte są drewnianą szpilą lub związane przędzą wełnianą. Po przekrojeniu farsz ma kolor różowy z białymi i kremowymi pasemkami. Specjał najlepiej smakuje następnego dnia po przyrządzeniu, pokrojony w plastry i obsmażony.
Historia potrawy sięga XIX wieku, co ustalono w 2005 roku, podczas spotkania z rakowskimi gospodyniami, dziedziczącymi ten przepis z pokolenia na pokolenie. Przepis ujednolicono, gdyż większość gospodyń stosowała własny wariant przyrządzania dzioni (na przykład z dodatkiem cynamonu lub imbiru, z wykorzystaniem podgardla wędzonego lub nie).